# King of tha Ghetto: Power
King of tha Ghetto: Power — одинадцятий студійний альбом американського репера Z-Ro, виданий 8 травня 2007 р. лейблами Rap-A-Lot Records і King of tha Ghetto Entertainment, сиквел до платівки King of da Ghetto (2001). Виконавчі продюсери: Дж. Прінс, Z-Ro. Всі пісні спродюсував Z-Ro. Дистриб'ютор: Asylum Records. Chopped and Screwed-версія вийшла 22 травня.

## Список пісень
1. «Bud Sack» — 4:03
2. «I'm a Gangsta» (з участю D-Bo) — 4:47
3. «My Life» — 4:33
4. «Struggling to Change» (з участю Point Blank) — 4:38
5. «Greed, Vanity, Lust» — 5:02
6. «Staying Alive» (з участю Spice 1) — 2:26
7. «Going Down in the South» (з участю Big Boss) — 4:30
8. «It's Guaranteed» (з участю B.G. Duke та Point Blank) — 4:13
9. «Friends» — 4:00
10. «Lovely Day» (з участю Lil' Flip та Big Shasta) — 4:15
11. «Ride All Day & Night» — 3:24
12. «Murder'ra» (з участю Pimp C, Spice 1 та Vicious) — 3:59
13. «M-16 (Original)» (з участю Dougie D та Mike D) — 4:53
14. «No Games» — 4:40

## Чартові позиції
| Чарт (2007)               | Найвища позиція |
| ------------------------- | --------------- |
| США                       | 197             |
| US Top R&B/Hip-Hop Albums | 32              |